# サンピエール・ミクロンの旗

サンピエール・ミクロンの非公式な旗。2:3

サンピエール・ミクロンの旗は、公式にはフランスの三色旗（トリコロール）が用いられている。
これとは別に、地域的に用いられる非公式な旗がある。

## 非公式な旗
サンピエール・ミクロンの非公式な旗は、1982年につくられた。青地（大西洋）に黄色い船が描かれており、ホイスト（旗竿側）には3つの長方形の領域があり、別の旗の意匠が組み込まれている。
船は、ジャック・カルティエが1536年6月15日にサンピエール島を「発見」した際の乗船グランド・エルミーヌ号 (Grande Hermine) とされる。ホイストの意匠はこの島々に移住した主要な3つの集団のルーツを示すもので、上からバスク人（バスクの旗「イクリニャ」）、ブルトン人（ブルターニュの旗）、ノルマン人（ノルマンディーの旗）を表している。

イクリニャ
ブルターニュの紋章
ノルマンディーの紋章
サンピエール・ミクロンの紋章
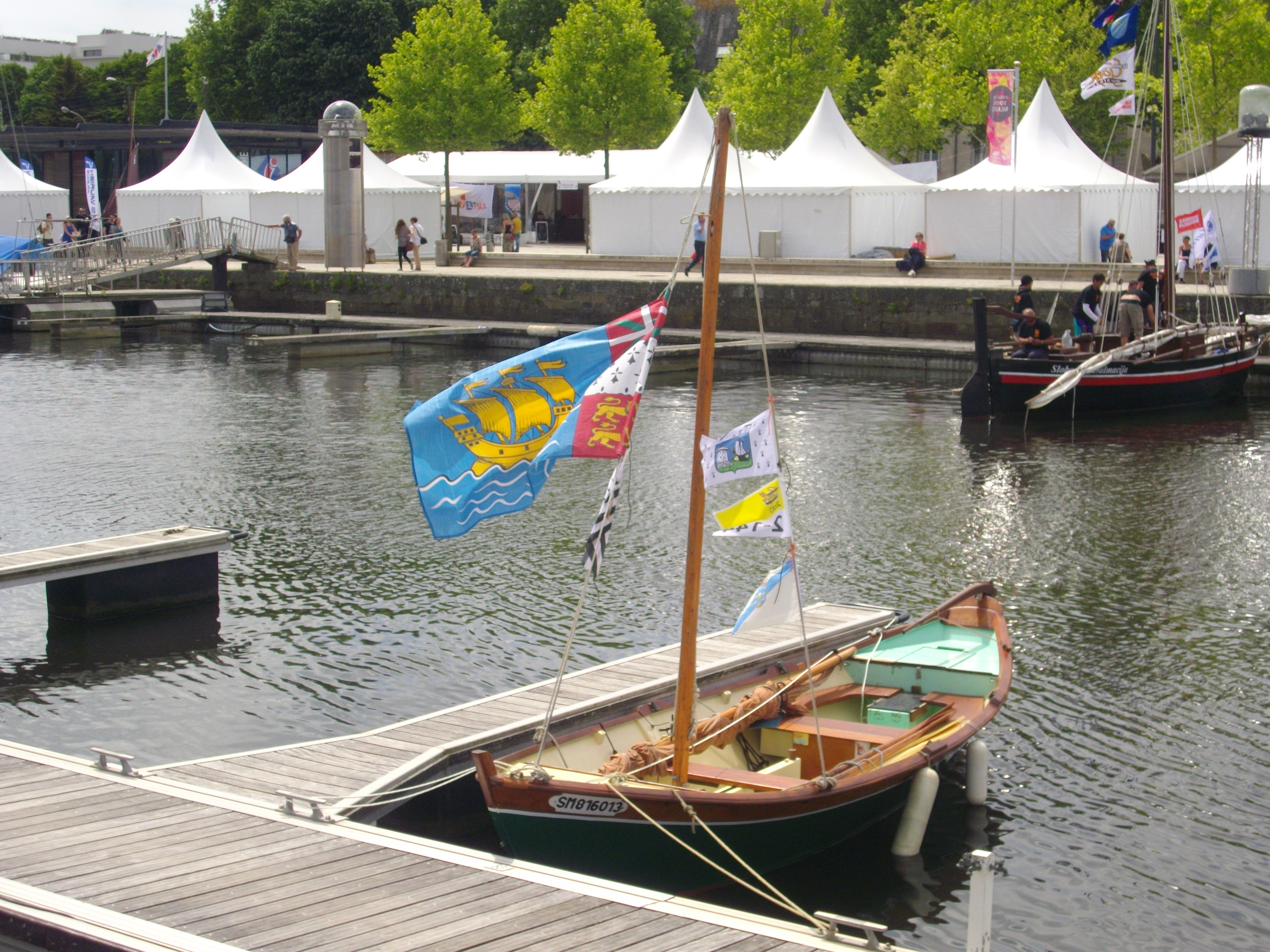
使用例
同様の構成要素を有する、ミクロン＝ラングラード（英語版）自治体の旗

この非公式な旗のデザインは、Léon Joner によってデザインされたサンピエール・ミクロンの紋章 (Coat of arms of Saint Pierre and Miquelon) と要素を同じくする。この非公式な旗をデザインしたのは、地元の実業家である André Paturel である。